# Blindsight (film)
Blindsight is een Britse documentairefilm uit 2006, geproduceerd door Sybil Robson Orr voor Robson Entertainment. De film ging in première op het Internationaal filmfestival van Toronto op 11 september 2006.

## Verhaal
De film volgt zes Tibetaanse tieners die een berg in de schaduw van de Mount Everest willen beklimmen. Deze tocht wordt extra lastig gemaakt door het feit dat ze alle zes blind zijn. Ze worden geholpen door Sabriye Tenberken, een eveneens blinde Duitse maatschappelijk werker en de oprichter van de eerste school voor blinden in Lhasa. De tieners nodigen eveneens de beroemde blinde bergbeklimmer Erik Weihenmayer uit om hun school te bezoeken en meer te leren over zijn beklimming van de Everest.
De groep wordt echter niet door iedereen hartelijk ontvangen. Sommige dorpelingen zien hen als zondaars van boeddhisme.

## Rolverdeling
| Acteur              | Personage |
| ------------------- | --------- |
| Gavin Attwood       | Zichzelf  |
| Sally Berg          | Zichzelf  |
| Sonam Bhumtso       | Zichzelf  |
| Michael Brown       | Zichzelf  |
| Dachung             | Zichzelf  |
| Jeff Evans          | Zichzelf  |
| Gyenshen            | Zichzelf  |
| Stefani Jackenthal  | Zichzelf  |
| Paul Kronenberg     | Zichzelf  |
| Kyila               | Zichzelf  |
| Charley Mace        | Zichzelf  |
| Steven Mace         | Zichzelf  |
| Chris Morris        | Zichzelf  |
| Tashi Pasang        | Zichzelf  |
| Kami Tenzing Sherpa | Zichzelf  |

## Achtergrond
De film kreeg wereldwijd vrijwel alleen maar positieve reacties van critici. Sinds 2 april 2008 scoort de film een 100% score op Rotten Tomatoes. Metacritic gaf de film een score van 80 punten op een schaal van 100.

## Prijzen en nominaties
| jaar | prijs                          | categorie                 | genomineerde(n) | uitslag     |
| ---- | ------------------------------ | ------------------------- | --------------- | ----------- |
| 2006 | Audience Award                 | Beste documentaire        | Lucy Walker     | gewonnen    |
| 2006 | British Independent Film Award | Beste Britse documentaire | -               | genomineerd |
| 2007 | Panorama Audience Award        | -                         | Lucy Walker     | gewonnen    |
| 2007 | Audience Award                 | Beste documentaire        | Lucy Walker     | gewonnen    |